# Frank Elbe

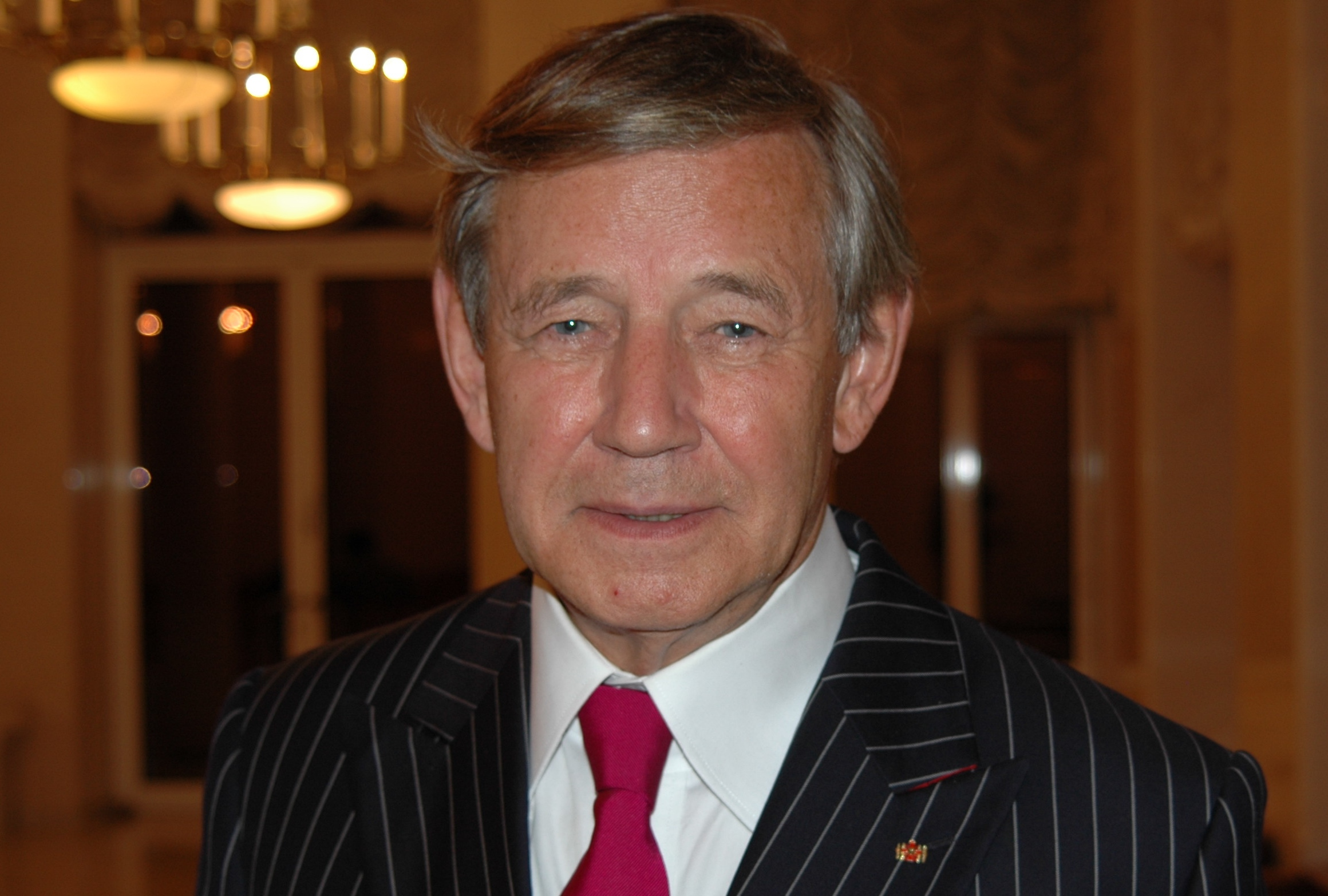
Frank Elbe (2014)

Frank Elbe (* 9. Mai 1941 in Iserlohn; † 15. Juni 2022 in Bonn) war ein deutscher Jurist und Botschafter. Elbe war Bürochef von Hans-Dietrich Genscher und Leiter des Planungsstabes des Auswärtigen Amtes.

## Leben und berufliche Karriere
Elbe wuchs in Iserlohn auf und machte nach Abschluss der Realschule sein Abitur am Friedrich-Leopold-Woeste-Gymnasium in Hemer. Ab 1962 studierte er Rechts- und Politikwissenschaften in Innsbruck und Bonn.
Er war von 1972 bis 1976 Konsularreferent an der Deutschen Botschaft in Warschau und von 1980 bis 1983 Botschaftsrat für politische Angelegenheiten an der Botschaft in London. Von 1986 bis 1987 war er stellvertretender Leiter des Referates für Fragen der nuklearen Abrüstung im Auswärtigen Amt.
Elbe war von 1987 bis 1992 Bürochef und Redenschreiber von Hans-Dietrich Genscher. Genscher war von 1974 bis 1992 Außenminister Deutschlands und ein bedeutender Akteur während der Wende 1989, der Revolutionen im Jahr 1989 nach dem Fall des Eisernen Vorhangs und während des Zerfalls des Ostblocks.
Robert Zoellick (unter anderem US-Chefunterhändler bei den Verhandlungen zum Zwei-plus-Vier-Vertrag) nannte Elbe einen „Schlüsseldiplomaten im Prozess der deutschen Wiedervereinigung“.
Elbe war von 1991 bis 1992 Botschafter zur besonderen Verwendung und Leiter des Leitungsstabes.
Im Jahr 1992 wurde er Leiter des Planungsstabes des Auswärtigen Amtes.
Der Diplomat war langjähriger deutscher Botschafter in Indien (1993–1997), Japan (1997–1999), Polen (1999–2003) und der Schweiz (2003–2005).
Nach seiner Versetzung in den einstweiligen Ruhestand war Elbe ab 2006 in Bonn als Rechtsanwalt mit Kubicki & Schöler tätig. Außerdem nahm er eine Beratertätigkeit für Volkswagen in Indien an.
Laut Informationen der FAZ warb Elbe 2018 in einer E-Mail an Politiker und Think Tanks für das von dem russischen Monopolisten Gazprom vorangetriebene Projekt Nord Stream II.

## Abberufung nach Kritik an Außenminister Fischer
Im Sommer 2005 kritisierte er die Amtsführung des damaligen Außenministers Joschka Fischer und wurde von Bundespräsident Horst Köhler auf Ersuchen Fischers hin nach Paragraph 36 des Beamtengesetzes in den einstweiligen Ruhestand versetzt.
In einem Brief warf Elbe dem Minister schlechtes Krisenmanagement, eine Spaltung des Auswärtigen Amtes, bürokratische Schlampigkeit und einen Mangel an politischer Empfindsamkeit der Ministeriumsführung vor. Er trat in der Gedenkpraxis für einen differenzierten Umgang im Nachruf von Beamten des Auswärtigen Amtes ein, die Mitglied der NSDAP gewesen waren. Er lehne „moralischen Rigorismus“ ab.
Der Brief war in der Bild-Zeitung veröffentlicht worden. Elbe hatte ihn nach eigenem Bekunden aber nicht an die Zeitung gegeben. Er könne nicht ausschließen, dass er aus dem Auswärtigen Amt kam. Die Veröffentlichung geschah, bevor Fischer das Schreiben erhielt.
Zur Frage der Illoyalität äußerte er, die Frage zeige, „dass Kritik an der Obrigkeit noch nicht zu unserem Staatsverständnis gehört. Ein Beamter, ob Botschafter oder Registrator, kann seinen Dienstherrn kritisieren, wenn dies in der gehörigen Form geschieht.“
Fischer interpretierte Elbes Kritik auch parteipolitisch, Elbe war Mitglied der FDP. Der Außenminister wurde als arrogant, hochmütig, anmaßend und überheblich beschrieben. Ein Disziplinarverfahren wurde nicht eingeleitet.
Elbe war nach dem ehemaligen Botschafter in Madrid, Joachim Bitterlich, der zweite hochrangige Diplomat, der von Fischer in den einstweiligen Ruhestand versetzt wurde.

## Positionen
Elbe konstatierte 2016 im Rückblick eine katastrophale Entwicklung, die Anfang der 90er Jahre nicht vorherzusehen gewesen sei. Elbe beunruhigte die angebliche Abkehr Europas und der NATO vom bisherigen erfolgreichen Paradigma der Außenpolitik, das davon bestimmt gewesen sei, Ost und West gegenseitig als Partner zu definieren, nach gemeinsamen Antworten auf die Herausforderungen der Zukunft zu suchen, die Sicherheitsinteressen eines jeden zu berücksichtigen, und anzuerkennen, dass die Sicherheit eines Partners untrennbar mit der aller anderen verbunden sei. Er sehe eine schwere Krise der Politik und die Gefahr eines Krieges in Europa: „Wir sind von allen guten Geistern verlassen. Wir haben eine Lage, in der Bedrohung und absurdes, gefährliches Theater nahe beieinander liegen.“
„Die Politik hat nicht aufgepasst und ihre Rolle als politischer Souverän der Nato nicht mehr wirklich wahrgenommen. Die Folge ist, dass Europa in eine Krise hineingerutscht ist, die in Wirklichkeit keine europäische ist, sondern eine machtpolitische Auseinandersetzung zwischen zwei nuklearen Großmächten, um ihre Einflusssphären auszudehnen. Obamas Auffassung, Russland sei nur eine ‚Regionalmacht‘, darf nicht auf dem Rücken Europas durchgesetzt werden.“
Elbe vertrat die Ansicht, dass die Amerikaner das Geschäft mit Europa lieben würden. Die Europäische Union sei aber auch ein großer Wettbewerber geworden, viel stärker, als es sich die Amerikaner jemals gewünscht hätten.
Nach Auffassung des Diplomaten gehe es zwischen der USA und Russland nicht um das Völkerrecht, die Ukraine oder die Krim, sondern um eine machtpolitische Rangelei, die dazu dienen solle, alte Einfluss-Sphären in Europa zu behaupten. Außerdem konstatierte er eine „heftige innenpolitische Auseinandersetzung in den USA über die grundsätzliche Ausrichtung der amerikanischen Politik gegenüber Russland und Europa, bei der die Europäer bestenfalls die Rolle von Zaungästen haben“ würden.

## Ehrungen
- 1997 bekam er das Große Verdienstkreuz der Bundesrepublik Deutschland.
- Verdienstmedaille des polnischen Verbandes der Geschädigten des Dritten Reiches[18]

## Privates
Elbe war verheiratet und wohnte in Bonn. Er starb am 15. Juni 2022 wenige Wochen nach seinem 81. Geburtstag.

## Publikationen
- mit Richard Kiessler: Ein runder Tisch mit scharfen Ecken: Der diplomatische Weg zur deutschen Einheit. Nomos 1993. ISBN 978-3-7890-3105-2.[20]
  - engl. A Round Table with Sharp Corners: The Diplomatic Path to German Unity. Nomos 1996. ISBN 978-3-7890-4211-9.
- Elbe, Frank: The diplomatic path to German unity: a tribute to American friends. In: Bulletin of the German Historical Institute. 46. Jahrgang, 2010, S. 33–44 (ghi-dc.org).
- in: Meinrad Maria Grewenig (Hrsg.): 25 Jahre Deutsche Wiedervereinigung. Fotografien von Helmut R. Schulze. Das Wunderhorn, Mai 2014, ISBN 978-3-88423-476-1.
- in: Hubert Thielicke (Hrsg.): Berlin und Moskau – wie weiter? WeltTrends, 2016, ISBN 978-3-945878-26-2.